# Deborah Driggs
Deborah Driggs (n. 13 de diciembre de 1963 en Oakland, California) es una actriz y modelo estadounidense. Fue elegida por la revista Playboy como la Playmate del mes de marzo de 1990. Ella apareció también en la portada del mes de abril de 1990 de la revista. Estaba casada con el gimnasta estadounidense Mitch Gaylord con quien tuvo tres hijos. Es coautora del libro Hot Pink: The Girls' Guide to Primping, Passion, and Pubic Fashion.